# Municipio de Tusquittee
El municipio de Tusquittee (en inglés: Tusquittee Township) es un municipio ubicado en el  condado de Clay en el estado estadounidense de Carolina del Norte. En el año 2010 tenía una población estimada de 764 habitantes.

## Geografía
El municipio de Tusquittee se encuentra ubicado en las coordenadas 35°5′4.33″N 83°43′35.61″O / 35.0845361, -83.7265583.